# 바하두르 샤 2세
아부 자파르 시라줏딘 무함마드 바하두르 샤 자파르(우르두어: ابو ظفر سِراجُ الْدین محمد بُہادر شاہ ظفر) 혹은 바하두르 샤 2세(1775년 10월 24일 ~ 1862년 11월 7일, 재위 1837년 9월 28일 ~ 1857년 9월 14일)는 인도 무굴 제국의 마지막 황제이자 티무르 황조의 마지막 군주로, 라지푸트 족 악바르 2세와 랄바이의 아들로 태어났다.
1837년 9월 28일, 악바르 2세가 사망하자 무굴 제국의 황제로 즉위하였다. 훌륭한 서예가이자 우르두어 시인이었지만, 즉위 이전부터 무굴 제국은 점차 쇠퇴하고 있었으며, 영국은 동인도 회사를 통해 인도를 경제적 식민지로 만들던 시기인 탓에 정치에 있어서는 허수아비나 다름 없었다. 1857년에 동인도 회사에 반발하여 일어난 세포이 항쟁을 지원하였다가, 전세가 역전되는 바람에 영국군에게 체포되어 퇴위하였다. 이로써 무굴 제국은 멸망하였고, 부인 지낫 마할과 함께 영국령 버마로 유배되었다가 양곤에서 사망하였다.

## 어린 시절
무굴 제국의 19대 황제 악바르 2세와 랄바이의 아들로 델리에서 태어났다. 젊었던 시절에는, 화려한 옷차림을 즐겨 입었던 다른 형제들과 달리 수수하게 차려입고 학자처럼 생활하였다. 즉위하기 10년 전이던 1828년에는, 당시 53세이던 그에 대해 "풍채가 좋고, 검소하고, 거의 득도하였습니다. 그의 외모는 마치 가난한 승려나 언어 교사와도 같습니다."라는 보고가 올라올 정도였다.
원래 악바르 2세는 그의 부인들 중 하나였던 뭄타즈 베굼의 간청과 압력으로, 그의 소생이었던 미라즈 자한기르를 후계자로 내정하고 있었다. 하지만 미라즈 자한기르는 영국과 갈등을 빚었고, 결국 바하두르 샤 2세가 황위를 계승하게 되었다.

## 재위 시절
바하두르 샤 2세는 델리 성 주변 일대로 대폭 축소된 무굴 제국을 통치하였다. 19세기의 인도에는 영국의 조차지가 정치적 군사적으로 압도적인 우위를 점하고 있었다. 영국령 인도 외에는 수백 개의 크고 작은 왕국과 공국들의 난립으로 분열되어 있는 상황이었다. 무굴 제국의 황제는 영국으로부터 그 권위를 약간이나마 인정받아, 황궁에 기거하며 품위 유지 명목으로 델리 일대에서 세금을 거두고 소규모의 근위대를 거느릴 수 있었으나, 인도의 정치에 어떠한 영향력도 행사하기 힘들었다. 바하두르 샤 2세 스스로도 정치나 국무에 관하여 그다지 흥미를 갖지는 않았다.
바하두르 샤 2세는 대신 전통적 우르두어 시를 즐겼다. 그는 수많은 우르두어 저작들을 집필하였는데, 1857년에서 1858년 사이의 세포이 항쟁으로 인해 그의 저작들 중 일부가 소실되어 파괴되었지만, 대부분 화를 면하여 현재까지 전해지고 있다. 그가 이끄는 황실은 쇠퇴하여 영국 동인도 회사로부터 연금을 받아가며 유지되고 있었지만, 갈리브, 다흐, 무민, 그리고 자크 등을 비롯한 수많은 저명한 우르두어 작가들의 고향과도 같았다.

### 종교적 관념

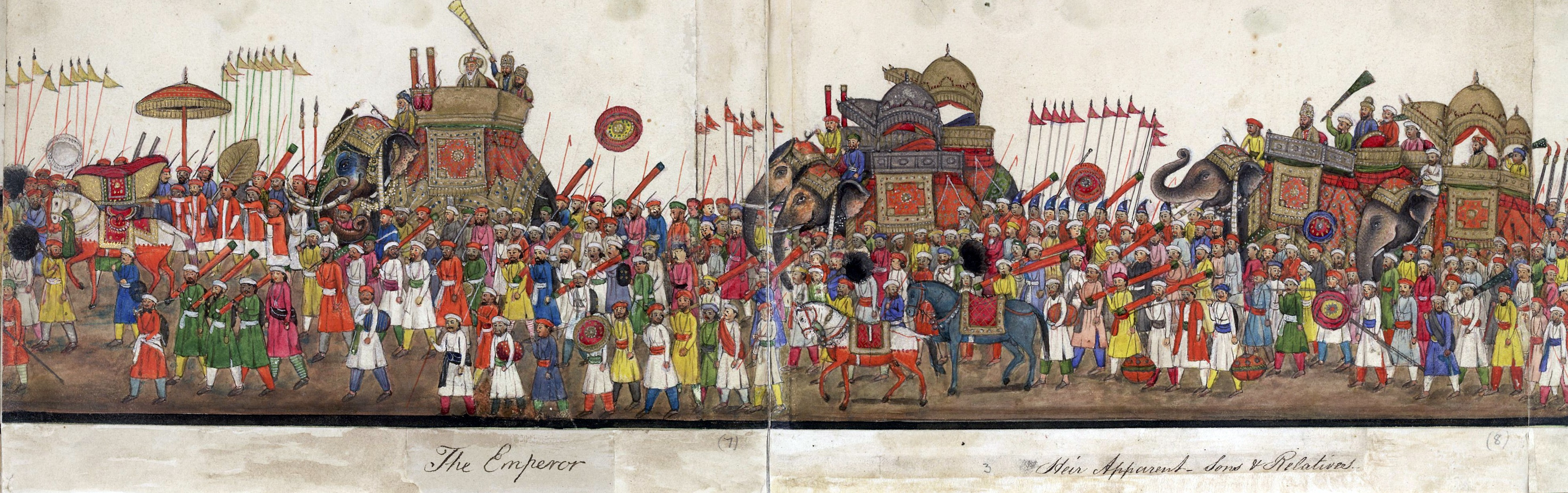
1843년, 이슬람교의 축제인 이드 울 피트르에 참석하는 바하두르 샤 2세의 행렬도.

독실한 수피교 신자로, 스스로를 수피교 성직자로 여겼으며, 제자들을 받아들여 가르치기도 하였다. 바하두르 샤 2세의 충성스러운 신문이었던 《엘리 우르두 악바르》는 황실의 허가를 받은 후 그를 당대의 제일 가는 성자(聖者) 중 하나라고 칭송하기도 했다.
시인이자 수도승으로서, 신비한 수피교 전설들도 배웠으며, 정통 수피교의 마술과 미신들에도 깊숙이 빠져들었다. 수많은 그의 추종자들처럼, 그 역시 수피교 성직자이자 황제로서의 그의 지위가 자신에게 막대한 정신적 힘을 부여한다고 믿었다. 신하 중 한 명이 뱀에게 물리자, 그는 해독제로 돌 하나와 물 한 병을 주면서 마시도록 하였다.
스스로를 힌두교의 보호자라고 진지하게 생각하였으며, 이슬람교 극단주의자들과 수많은 정통 이슬람교 반대파들의 갈등을 중재하는 역할을 맡고자 하였다. 그의 시문 가운데 한 편에서는 힌두교와 이슬람교 모두 본질적으로 공유하는 점이 많다고 서술되어 있다. 이러한 그의 철학은 힌두교와 이슬람교의 조화를 추구하던 그의 황실의 혼합 양식 문화로부터 영향을 받은 면이 컸다.
바하두르 샤 2세와 그의 황실은 힌두교 축제들을 축하하기도 했다. 봄의 연회기간 동안, 황족들은 7개의 우물가에서 목욕을 하기도 했다. 황궁에서 개최된 가을 연회 때엔, 그의 힌두교도 장교들에게 선물을 하사하고, 황실 준마들을 알록달록하게 색칠하기도 했다. 밤이 되면 그는 매년 델리에서 개최되는 야간 축제들을 감상하기도 했다. 그는 곡물과 금, 산호 등 총 7가지의 보물들을 도시의 빈민들에게 베풀어주기도 하였다.
어느 날 밤, 바하두르 샤 2세가 마실을 가던 찰나, 황제를 기다리던 힌두교도가 다가오더니 이슬람교도로 개종할 수 있도록 허가해 달라고 청원하였다. 총리대신이던 하킴 아사눌라 칸은 이 요구를 단번에 거절하고 황제의 앞에서 끌어내도록 하였다. 또 다른 일화로, 200명이 넘는 이슬람교도들이 황궁 앞에 모여 힌두교도들이 신성시하는 소를 도축할 수 있게 해 달라고 청원하였다. 이에 그는 분노하여 이슬람교도들의 신앙은 소의 신성함보다 더 중요하지는 않다고 답했다.

### 자파르 마할
무굴 제국이 역사에 마지막으로 남긴 유적은 델리 인근 메라우리 지방의 자파르 마할이다. 자파르 마할은 원래 악바르 2세 시절부터 축조되기 시작하였지만, 19세기 중반의 바하두르 샤 2세의 대에 이르러서야 완공되었다. 바하두르 샤 2세는 자파르 마할을 여름 궁전으로 삼아 황궁처럼 꾸미고 자주 행차하였다. 자파르 마할의 흥미로운 점은 수 세기에 걸친 건축물들이 함께 모여 있다는 것이다. 문 인근의 돔은 15세기의 것으로, 가장 오래되었다. 다른 부분들은 더 이른 시기에 축조되었으며, 벽난로나 인도 양식과는 상이한 계단 등 서양의 영향을 받은 것들도 있다. 바하두르 샤 2세는 메라우리 지방에 축제가 있을 때마다 몇 주씩 자파르 마할에 머물기도 했다. 그는 인상적인 문을 더한 다음 "자파르 마할"이라 개명하였다.

## 세포이 항쟁 이후
1857년에 영국의 동인도 회사에 불만을 품은 인도인 용병 세포이들이 대대적인 반란(세포이 항쟁)을 일으켰다. 인도는 힌두교와 이슬람교 등이 복잡하게 얽혀 있는 다종교 사회였기 때문에 이들을 하나로 통합하여 이끌어줄 구심점이 필요했다. 반란군의 지도자들은 바하두르 샤 2세를 적임자로 생각하였고, 인도를 하나로 통일하여 영국과 대항하기 위해 바하두르 샤 2세를 "인도의 황제"로 추대하였다.
바하두르 샤 2세는 영국의 정책에 반대하여 인도 백성들에게 다음과 같이 경고하였다 :
| “ | 인도의 모든 힌두교도와 이슬람교도들에게 이르노니, 지금 고심 끝에 백성들을 향한 나의 임무를 받아들여, 나의 백성들과 함께 하기로 결심하였도다. 이 시점부터 누구든지 겁을 먹거나 참여하지 않는다면, 그들은 저 간악한 영국을 돕는 것이며, 그들은 곧 속았다는 것을 깨달을 것이다. 영국은 그들의 신뢰의 대가로서 오우드의 군주들에게 대한 것과 똑같은 방식으로 갚아줄 것이다. 힌두교도와 이슬람교도들은 영국에 대한 반란에 신속하게 그리고 반드시 참여해야만 한다. 그들은 고향의 영주들의 지시에 따라 우리 나라의 질서를 회복해 나가야만 한다. 모든 백성들은 이 기사를 복사하여 모든 마을의 중요한 장소마다 전시해 놓기 바란다. 하지만 그 이전에, 먼저 무장한 다음 영국에 전쟁을 선포해야 한다. | ” |

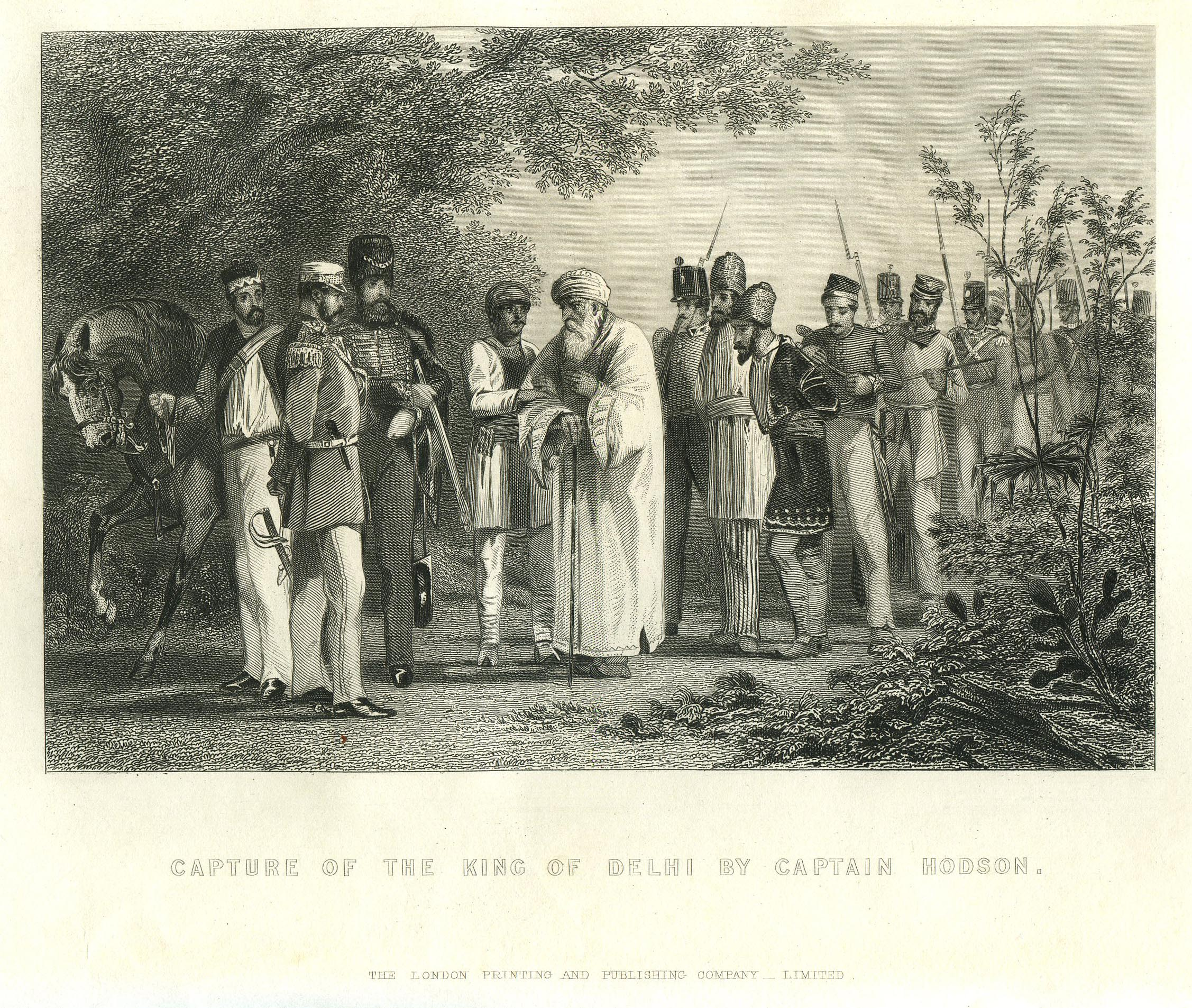
1857년 9월 20일 후마윤 묘지에서 포로로 사로잡히는 바하두르 샤 2세

처음에는 세포이와 인도의 독립세력이 우세하였지만, 영국군이 본격적으로 반격을 가하기 시작하면서 전세는 점차 역전되었다. 영국군의 승리가 확실시되자, 바하두르 샤 2세는 후마윤 묘지로 피신하였다. 하지만 영국군의 끈질긴 추격으로 1857년 9월 20일에 체포되었다. 다음날, 영국군 장교 윌리엄 허드슨은 바하두르 샤 2세의 아들이자 무굴제국의 황자였던 미르자 무굴, 미르자 카지르 술탄, 그리고 손자인 미르자 아부 바크르를 즉결 처형했다. 이 소식을 들은 바하두르 샤 2세는 충격에 빠져 아무 말도 하지 못하였다.
바하두르 샤 2세는 재판에 회부되었는데, 델리에서 형식적인 재판을 받고 영국령 버마로 추방되었다. 결국 그는 부인 지낫 마할을 포함하여 살아남은 약간의 가족들과 함께 양곤으로 떠났다. 이로써 3백 년을 계속된 무굴 제국은 멸망하였다.
1862년 11월 7일에 유배지였던 양곤에서 사망하였다. 유해는 인도로 돌아오지 못하고, 훗날 바하두르 샤 다가로 불리게 되는 양곤의 슈웨다곤 파고다 인근 지역에 매장되었다. 부인 지낫 마할은 그 곳에서 빈곤하게 살다가 1886년에 사망하였다. 바하두르 샤 2세는 평소 인도 메라우리 지역에 위치한 대리석으로 치장된 전임 황제들의 수피교 양식의 묘당 옆에 함께 묻히고자 했으나, 이 곳은 현재 주인 없는 빈 터로 남아 있다.

### 묘비명
감옥에 갇혀 있을 때 방 벽에 자신의 묘비명을 직접 썼다.

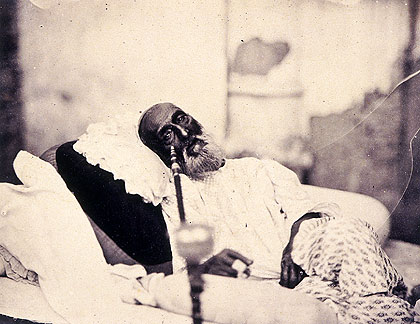
1858년, 양곤으로 추방되기 직전의 모습. 무굴 제국의 모든 황제를 통틀어 유일한 사진으로 알려져 있다.

| “ | 내 마음은 이 빼앗긴 땅에 쉴 곳이 없고 그 누가 이 쓸모없는 세상에서 성취감을 맛보랴? 나이팅게일은 감시꾼이나 사냥꾼 때문에 불평하지 않는다 운명은 봄의 추수기간 동안 감옥에 갇혔구나 열망은 다른 곳으로 가도록 하자 이 추잡해진 마음 어느 구석에 사망이 자리잡겠는가? 꽃에 앉은 나이팅게일이 대단히 기뻐하는데 나의 마음에는 가시들을 흩뿌리누나 난 긴 교복을 청했지만, 나흘밖에 남지 않았다 이틀은 희망으로, 이틀은 기다림으로. 생명의 날은 끝났고, 저녁이 다가왔다 나는 내 묘에 다리 뻗어 잠들어 있겠지 나는 얼마나 행복한가! 나의 사랑하는 대지에서 땅 2야드조차 갖지 못하였으니. | ” |

## 사후
1959년에 인도의 첫 반영 항쟁에 대한 공헌을 널리 기리기 위하여 바하두르 샤 자파르 아카데미가 설립되었다. 인도의 많은 영화들에는 세포이 항쟁 당시의 역할을 조명하는 내용이 방영되었다. 뉴 델리 등 많은 도시들에서는 그의 이름을 딴 길들이 놓여졌고, 바라나시 지방에는 동상도 건립되었다. 방글라데시에서는 옛 다카의 빅토리아 공원이 바하두르 샤 자파르 공원으로 개명되었다. 파키스탄에서도 그의 이름을 딴 많은 도시와 대로, 그리고 쇼핑 센터들이 건설되었다.

## 가족

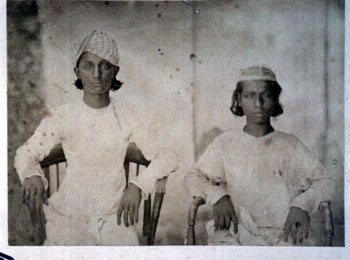
바하두르 샤 2세의 아들들. 왼쪽은 바크, 오른쪽은 미라즈 샤 아바스.

| - 부인 : 4명 - 베굼 아슈라프 마할 - 베굼 아크타 마할 - 베굼 지낫 마할 - 베굼 타지 마할 - 딸 : 3명 - 라베야 베굼 - 베굼 파티마 술탄 - 쿨숨 자마니 베굼 | - 아들 : 6명 - 미르자 다라 바크 미란 샤 - 미르자 샤 루크 - 미르자 파크루 - 미르자 무굴 - 미르자 카지르 술탄 - 미르자 바크 - 미르자 콰이샤 - 미르자 샤 아바스 |  |

## 같이 보기
- 무굴 제국
- 델리
- 세포이 항쟁
- 제국주의
- 동인도 회사
- 인도의 역사
- 인도
- 영국
- 미얀마